# Интерактивен пиар
Интерактивен пиар (на английски: Interactive public relations) е термин, който се използва в практиката по публични комуникации. Той описва използването на интернет базирани инструменти и технологии като търсачки, блогове, социални мрежи и медии, с цел ефективно управление на комуникациите.

## Определение
Естественото развитие на технологиите предполага адаптирането на възможностите, които Интернет пространството предлага спрямо пиара. Появяват се първите научни публикации по темата. През 1999 г. Дейвид Филипс лансира термина интерактивен пиар с текста „Управление на репутация в киберпространството“, последван от „Онлайн пъблик рилейшънс“ през 2001 г. Второто издание на „Онлайн пъблик рилейшънс“ излиза със съдействието на Филип Йънг през 2009 г. Този труд има за цел да опише формата и естеството на кибер-пиара.

### Компоненти
Прилагането на интерактивен пиар се състои от два ключови компонента:
- използване влиянието на Интернет за надхвърляне възможностите на традиционните медии;
- използване на пиар практики и стратегии за ефективно участие в диалог с потребителя.

Интерактивните пъблик рилейшънс протичат онлайн. Използването на социалните мрежи и медии за разпространение на послания надскача функциите на традиционните медии. Интерактивността позволява и помага на компании и организации да разпространяват информация по неконвенционален начин — чрез алтернативни канали на комуникация: Facebook, Twitter, Myspace, Youtube, Wordpress и т.н.).
Терминът интерактивен пиар предполага постигането на двустранна комуникация между определена организация и нейните публики. Възможностите на кибер пространството насърчават осъществяването на онлайн диалог между компании и техните потребители. Въпреки улеснените методи на Интернет, е трудно да се прогнозират резултатите от провеждането на пиар кампания онлайн. Тенденциите сочат, че социалните мрежи се превръщат в основен инструмент на пиара, дори и да не е възможно винаги да се достигнат желаните аудитории.

### Елементи
Сред елементите на интерактивния пиар изпъкват: 
- Оптимизация на съдържанието на прессъобщение спрямо функциите на интернет търсачките;
- Насърчаване на социалните букмаркинг препратки за всеобщо споделяне в мрежата;
- Разработване на блог стратегия, което включва намирането и редовното следене на влиятелни блогъри по темата, над която работи пиар специалиста;
- Разпространение на прессъобщения в социалните мрежи; Архив на оригинала от 2011-01-01 в Wayback Machine.
- Изграждането на онлайн пресцентър в корпоративния сайт на компанията, в който са налични архиви със съответните прессъобщения, лого на компанията, снимки на продуктите, корпоративна идеология, информация за служителите на организацията и контакт за връзка с пиара мениджъра;
- Автоматизиране на онлайн мониторинг, който проследява всяко едно споменаване на компанията, продукта или събитие на огранизацията;
- Производство на уебинари. Подобно на подкасти, уебсеминарите са отличен начин за споделяне на онлайн съдържание.